# Joel Pereira
Joel Vieira Pereira (ur. 28 września 1996 w Vila Nova de Gaia) – portugalski piłkarz występujący na pozycji obrońcy w polskim klubie Lech Poznań.

## Kariera klubowa
Grę w piłkę nożną rozpoczął w wieku 8 lat w klubie CF Perosinho. Następnie szkolił się w FC Porto, Padroense FC oraz Vitórii SC. W trakcie swojej kariery grał w takich klubach, jak Vitória SC, Académico de Viseu, Doksa Katokopia, Omonia Nikozja, Spartak Trnawa, Gil Vicente FC oraz Lech Poznań.

## Kariera reprezentacyjna
W latach 2011–2012 zaliczył 7 występów w reprezentacji Portugalii U-16.

## Sukcesy
Lech Poznań
- Mistrzostwo Polski:2021/2022, 2024/2025

## Statystyki kariery klubowej
Aktualne na dzień 15 maja 2024
| Klub               | Sezon              | Liga                      | Liga  | Liga   | Liga   | Puchar kraju | Puchar kraju | Puchar kraju | Europa | Europa | Europa | Inne  | Inne   | Inne   | Suma  | Suma   | Suma   |
| Klub               | Sezon              | Liga                      | Mecze | Bramki | Asysty | Mecze        | Bramki       | Asysty       | Mecze  | Bramki | Asysty | Mecze | Bramki | Asysty | Mecze | Bramki | Asysty |
| ------------------ | ------------------ | ------------------------- | ----- | ------ | ------ | ------------ | ------------ | ------------ | ------ | ------ | ------ | ----- | ------ | ------ | ----- | ------ | ------ |
| Académico de Viseu | 2016/2017          | Liga Portugal 2           | 9     | 0      | 1      | 0            | 0            | 0            | 0      | 0      | 0      | 0     | 0      | 0      | 9     | 0      | 1      |
| Académico de Viseu | 2017/2018          | Liga Portugal 2           | 28    | 0      | 3      | 1            | 0            | 0            | 0      | 0      | 0      | 1     | 0      | 0      | 30    | 0      | 3      |
| Académico de Viseu | Ogólnie            | Ogólnie                   | 37    | 0      | 4      | 1            | 0            | 0            | 0      | 0      | 0      | 1     | 0      | 0      | 39    | 0      | 4      |
| Doksa Katokopia    | 2018/2019          | Protathlima A’ Kategorias | 30    | 0      | 0      | 0            | 0            | 0            | 0      | 0      | 0      | 0     | 0      | 0      | 30    | 0      | 0      |
| Doksa Katokopia    | Ogólnie            | Ogólnie                   | 30    | 0      | 0      | 0            | 0            | 0            | 0      | 0      | 0      | 0     | 0      | 0      | 30    | 0      | 0      |
| Omonia Nikozja     | 2019/2020          | Protathlima A’ Kategorias | 1     | 0      | 0      | 2            | 0            | 0            | 0      | 0      | 0      | 0     | 0      | 0      | 3     | 0      | 0      |
| Omonia Nikozja     | Ogólnie            | Ogólnie                   | 1     | 0      | 0      | 2            | 0            | 0            | 0      | 0      | 0      | 0     | 0      | 0      | 3     | 0      | 0      |
| Spartak Trnawa     | 2019/2020          | Fortuna Liga              | 3     | 0      | 0      | 0            | 0            | 0            | 0      | 0      | 0      | 0     | 0      | 0      | 3     | 0      | 0      |
| Spartak Trnawa     | Ogólnie            | Ogólnie                   | 3     | 0      | 0      | 0            | 0            | 0            | 0      | 0      | 0      | 0     | 0      | 0      | 3     | 0      | 0      |
| Gil Vicente FC     | 2020/2021          | Primeira Liga             | 32    | 0      | 2      | 4            | 0            | 1            | 0      | 0      | 0      | 0     | 0      | 0      | 36    | 0      | 3      |
| Gil Vicente FC     | Ogólnie            | Ogólnie                   | 32    | 0      | 2      | 4            | 0            | 1            | 0      | 0      | 0      | 0     | 0      | 0      | 36    | 0      | 3      |
| Lech II Poznań     | 2021/2022          | II liga                   | 2     | 0      | 0      | 0            | 0            | 0            | 0      | 0      | 0      | 0     | 0      | 0      | 2     | 0      | 0      |
| Lech Poznań        | 2021/2022          | Ekstraklasa               | 28    | 0      | 7      | 4            | 0            | 2            | 0      | 0      | 0      | 0     | 0      | 0      | 32    | 0      | 9      |
| Lech Poznań        | 2022/2023          | Ekstraklasa               | 31    | 0      | 2      | 1            | 0            | 1            | 20     | 1      | 4      | 0     | 0      | 0      | 52    | 1      | 7      |
| Lech Poznań        | 2023/2024          | Ekstraklasa               | 32    | 2      | 5      | 3            | 0            | 0            | 4      | 0      | 2      | 0     | 0      | 0      | 37    | 2      | 7      |
| Lech Poznań        | 2024/2025          | Ekstraklasa               | 32    | 2      | 7      | 1            | 0            | 0            | 0      | 0      | 0      |       |        |        | 33    | 2      | 7      |
| Lech Poznań        | Ogólnie            | Ogólnie                   | 123   | 4      | 21     | 8            | 0            | 3            | 24     | 1      | 6      | 0     | 0      | 0      | 154   | 5      | 30     |
| Ogólnie w karierze | Ogólnie w karierze | Ogólnie w karierze        | 245   | 2      | 27     | 18           | 0            | 4            | 24     | 1      | 6      | 1     | 0      | 0      | 288   | 5      | 37     |

## Statystyki kariery reprezentacyjnej
Aktualne na dzień 15 maja 2024
| Reprezentacja U-16 | Reprezentacja U-16   | Reprezentacja U-16   | Reprezentacja U-16                                  | Reprezentacja U-16 | Reprezentacja U-16 | Reprezentacja U-16 | Reprezentacja U-16 | Reprezentacja U-16 | Reprezentacja U-16 |
| Lp.                | Data                 | Miejsce              | Przeciwnik                                          | Rezultat           | Gol                | Asysta             | Kartki             | Rozgrywki          |                    |
| ------------------ | -------------------- | -------------------- | --------------------------------------------------- | ------------------ | ------------------ | ------------------ | ------------------ | ------------------ | ------------------ |
| 1.                 | 20 października 2011 | Sintra               | Portugalia U-16 - Norwegia U-16                     | 0:0                |                    |                    |                    | Mecz towarzyski    |                    |
| 2.                 | 22 listopada 2011    | Vendas Novas         | Portugalia U-16 - Rosja U-16                        | 5:3                |                    |                    |                    | Mecz towarzyski    |                    |
| 3.                 | 24 listopada 2011    | Évora                | Portugalia U-16 - Rosja U-16                        | 1:0                |                    |                    |                    | Mecz towarzyski    |                    |
| 4.                 | 17 stycznia 2012     | Óbidos               | Portugalia U-16 - Irlandia U-16                     | 1:2                |                    |                    |                    | Mecz towarzyski    |                    |
| 5.                 | 19 stycznia 2012     | Nazaré               | Portugalia U-16 - Irlandia U-16                     | 1:1                |                    |                    |                    | Mecz towarzyski    |                    |
| 6.                 | 4 kwietnia 2012      | La Chaize-le-Vicomte | Portugalia U-16 - Zjednoczone Emiraty Arabskie U-16 | 3:0                |                    |                    |                    | Mecz towarzyski    |                    |
| 7.                 | 1 maja 2012          | Palmela              | Portugalia U-16 - Austria U-17                      | 0:3                |                    |                    |                    | Mecz towarzyski    |                    |